# Калуський політехнічний коледж
Державний вищий навчальний заклад «Калуський політехнічний коледж» заснований спочатку як Калуський хіміко-технологічний технікум, у 1960 році, розпорядженням Ради Міністрів УРСР за № 924-р від 07.07.1960, з метою забезпечення кадрами базового підприємства — Калуського хіміко-металургійного комбінату (тепер то є  ПрАТ «Лукор», ТОВ «Карпатнафтохім») в місті Калуші, підприємств хімічної і нафтогазової промисловості Прикарпатського регіону та країни в цілому (СРСР тобто) з урахуванням сучасних проблем ринку праці (на той радянський час).
21 січня 2008 року  Калуський хіміко-технологічний технікум перейменовано в Державний вищий навчальний заклад «Калуський політехнічний коледж» (наказ Міністерства освіти і науки України від 21.01.2008 р. № 16).
Коледж знаходиться у відомчому підпорядкуванні Міністерства освіти і науки України, форма власності — державна.
У структурі навчального закладу є п'ять відділень:
- економічне;
- електрично-механічне;
- автоматизації та комп'ютеризованих систем;
- технологічне;
- заочне.

Проводяться циклові комісії, які забезпечують навчання за спеціальностями:
- філологічних дисциплін;
- іноземних мов;
- фізико-математичних дисциплін;
- фізичного виховання та захисту Вітчизни;
- соціально-економічних дисциплін;
- інженерної механіки (випускова);
- електротехніки, автоматизації та комп'ютерно-інтегрованих технологій (випускова);
- природничо-наукових дисциплін;
- хімічної технології (випускова);
- економічних дисциплін (випускова);
- основ інформатики та комп'ютеризованих систем (випускова).

З метою розширення співробітництва з вищими навчальними закладами III-IV рівнів акредитації та здійснення ступеневої підготовки випускників коледж уклав Угоди з:
- Івано-Франківським національним технічним університетом нафти і газу;
- Прикарпатським національним університетом ім. Василя Стефаника;
- Тернопільським національно-економічним університетом;
- Тернопільським національним технічним університетом ім. Івана Пулюя;
- Національним Львівським лісотехнічним університетом України;
- Національним університетом «Львівська політехніка»;
- Буковинською фінансовою академією;
- Харківським національним університетом радіоелектроніки;
- Київським національним університетом технології та дизайну.

Випускником училища є Голуб Василь Романович — солдат Збройних сил України, учасник російсько-української війни 2014—2015 років.

## Джерело
- Офіційний сайт коледжу [Архівовано 14 березня 2022 у Wayback Machine.]
- [Архівовано 19 вересня 2012 у Wayback Machine.]